# Amaliápoli
Amaliápoli (grec moderne : Αμαλιάπολη), également connue sous le nom de Néa Mintzéla (grec moderne : Μιτζέλα), est un village grec situé dans le dème d'Almyros, en Magnésie, dans la partie ouest du Golfe Pagasétique.
Longtemps situé à la frontière nord-ouest du royaume de Grèce, Amaliápoli a été baptisée ainsi en l'honneur d'Amélie d'Oldenbourg, épouse du roi Othon Ier de Grèce, dans les années 1840.